# Compton (album)
Compton (ook bekend als Compton: A Soundtrack by Dr. Dre) is het  derde en laatste studioalbum van de Amerikaanse rapper en muziekproducent Dr. Dre. Het album kwam op 7 augustus 2015 exclusief uit op Apple Music en in de iTunes Store.

## Tracklist[13]
Alle muziek en teksten zijn geschreven door Andre Romelle "Dr. Dre" Young. 
| Nr. | Titel                                                              | Schrijver(s) | Producer(s)                               | Duur |
| --- | ------------------------------------------------------------------ | --- | ----------------------------------------- | ---- |
| 1.  | Intro                                                              | Bernard Edwards · Jr. D. Winslow                                                                                     | Dr. Dre · Focus...                        | 1:15 |
| 2.  | Talk About It (met King Mez en Justus)                             | Morris Ricks II · Justin Mohrle · Dacoury Natche · Michael McHenry · A.J. Baptiste-Caselle · R. Buendia · K. Edwards | Dr. Dre · DJ Dahi                         | 3:15 |
| 3.  | Genocide (met Kendrick Lamar, Marsha Ambrosius en Candice Pillay)  | Candice Pillay · Kendrick Duckworth · Ricks II · Marsha Ambrosius · Sly Jordan · Dwayne "Dem Jointz" Abernathy, Jr.  | Dr. Dre · Dem Jointz                      | 4:26 |
| 4.  | It's All on Me (met Justus and BJ the Chicago Kid)                 | Mohrle · Ricks II · Roosevelt Harrell III                                                                            | Bink                                      | 3:47 |
| 5.  | All in a Day's Work (met Anderson .Paak en Marsha Ambrosius)       | Brandon "Anderson .Paak" Anderson · Ricks II · Ambrosius · Mohrle · Khalil Abdul-Rahman · Natche · Daniel Tannenbaum | DJ Dahi                                   | 5:13 |
| 6.  | Darkside / Gone (met King Mez, Marsha Ambrosius en Kendrick Lamar) | Ricks II · T. Cannon · Craig Balmoris · Julian Nixon · Duckworth Ambrosius · Mohrle · D. Norman                      | Best Kept Secret                          | 3:53 |
| 7.  | Loose Cannons (met Xzibit en Cold 187um)                           | Marshall Mathers · Alvin Joiner · Ricks II · Jordan · Edwards, Jr · Trevor Lawrence, Jr. · A. Brissett               |                                           | 4:13 |
| 8.  | Issues (met Ice Cube en Anderson .Paak)                            | Ricks II · Abernathy, Jr. · Anderson · Edwards, Jr · Lawrence, Jr. · C. Chambers · Theron Feemster                   |                                           | 3:41 |
| 9.  | Deep Water (met Kendrick Lamar en Justus)                          | Duckworth · Ricks II · Mohrle · Anderson · Edwards, Jr. · Carl McCormick · Natche · Abernathy, Jr.                   | Cardiak · Focus... · Dem Jointz · DJ Dahi | 5:11 |
| 10. | One Shot One Kill (Jon Connor met Snoop Dogg en Craig Owens)       | Jon Freeman, Jr. · Pillay · Edwards, Jr. · Lawrence, Jr.                                                             |                                           | 3:25 |
| 11. | Just Another Day (The Game met Asia Bryant)                        | Bryant · Jayceon Taylor · Stanley Benton · Lawrence, Jr. · Feemster                                                  |                                           | 2:21 |
| 12. | For the Love of Money (met Jill Scott en Jon Connor)               | Freeman, Jr. · Ricks II · Anderson · Mohrle · McCormick                                                              | Cardiak                                   | 4:08 |
| 13. | Satisfiction (met Snoop Dogg, Marsha Ambrosius en King Mez)        | Ricks II · Ambrosius · Abernathy, Jr.                                                                                | Dem Jointz                                | 4:24 |
| 14. | Animals (met Anderson .Paak)                                       | Anderson · Ricks II · Jordan · Christopher Martin · D. Semenov                                                       | DJ Premier                                | 3:47 |
| 15. | Medicine Man (met Eminem, Candice Pillay en Anderson .Paak)        | Pillay · Mathers · Mohrle · Anderson · Ricks II · Abernathy, Jr. · Edwards, Jr. · Chambers                           | Dem Jointz                                | 4:14 |
| 16. | Talking to My Diary                                                | A. Johnson · M. Johnson · Russell Brown                                                                              | DJ Silk · Mista Choc                      | 4:23 |

### Sample credits
- "Darkside / Gone" bevat een sample van "Spirits of Ancient Egypt" door Wings.
- "Issues" bevat een sample van "Ince Ince" door Selda.
- "For the Love of Money" bevat een sample van "Foe tha Love of $" door Bone Thugs-n-Harmony.
- "Talkin to My Diary " bevat een sample van "Lord Have Mercy" door Beanie Sigel.

## Historie van uitgave
| Regio            | Datum            | Formaat        | Label                |
| ---------------- | ---------------- | -------------- | -------------------- |
| Wereldwijd       | 7 augustus 2015  | Muziekdownload | Aftermath Interscope |
| Verenigde Staten | 21 augustus 2015 | Cd             | Aftermath Interscope |

## Hitlijsten
| Hitlijst (2014)                                | Piekpositie |
| ---------------------------------------------- | ----------- |
| Australische albums (ARIA)                     | —           |
| Canadese albums (Billboard)                    | —           |
| Nieuw-Zeelandse albums (Recorded Music NZ)     | —           |
| Zweedse albums (Sverigetopplistan)             | —           |
| Engelse albums (OCC)                           | —           |
| Amerikaanse Billboard 200                      | —           |
| Amerikaanse Top R&B/Hip-Hop albums (Billboard) | —           |

## Certificatie
| Regio                   | Certificatie | Verkoop |
| ----------------------- | ------------ | ------- |
| Verenigde Staten (RIAA) | —            | —       |